# Liești (Priponești), Galați
Liești este un sat în comuna Priponești din județul Galați, Moldova, România.

## Personalități
- Ion Tutoveanu, (1914 - 2014), general, șef al Statului Major

 Acest articol despre o localitate din județul Galați este deocamdată un ciot. Puteți ajuta Wikipedia prin completarea lui.